# Gustaf Lindeberg
Gustaf Wilhelm Lindeberg, född 3 april 1878 i Holsljunga socken, Älvsborgs län, död 13 juli 1961 i Lund, var en svensk präst. Han var brorsons son till Carl Johan Lindeberg och far till Gösta Lindeberg.
Efter mogenhetsexamen i Göteborg 1896 blev Lindeberg student vid Göteborgs högskola och filosofie kandidat där 1900. Han avlade teoretisk teologisk examen vid Lunds universitet och praktisk teologisk examen 1904 samt blev teologie licentiat 1908, teologie doktor 1918 och var docent i missionshistoria vid Lunds universitet 1919–1943 och lärare i kateketik där 1931–1943.
Lindeberg var ordinarie lärare i kristendomskunskap vid Lunds privata elementarskola 1908–1920. Efter prästvigning 1909 var han regementspastor vid Södra skånska infanteriregementet 1909–1926. Han var redaktör för Lunds missionstidning 1910–1957 och sekreterare i Lunds missionssällskap 1913–1916. Han var lektor i kristendomskunskap vid Lunds folkskollärarseminarium 1919–1943.
Lindeberg tillhörde Lunds stadsfullmäktige 1915–1918 och 1923–1924, var ledamot av folkskolstyrelsen 1916–1918 och 1920–1946, av direktionen för Lunds privata elementarskola 1916–1921, ordförande i styrelsen för Lunds kommunala mellanskola 1926–1933, för Lunds högre folkskola 1926–1946 samt vice ordförande i styrelsen för Lunds kommunala mellanskola och flickskola 1933–1946.